# Kreis Apenrade
| Basisdaten                 | Basisdaten          |
| -------------------------- | ------------------- |
| Preußische Provinz         | Schleswig-Holstein  |
| Regierungsbezirk           | Schleswig           |
| Kreisstadt                 | Apenrade            |
| Bestandszeitraum           | 1867–1920           |
| Fläche                     | 685,24 km² (1910)   |
| Einwohner                  | 32.416 (1910)       |
| Bevölkerungsdichte         | 47 Einw./km² (1910) |
| Gemeinden                  | 79 (1910)           |
| Gutsbezirke                | 5 (1910)            |
| Provinz Schleswig-Holstein |                     |
|                            |                     |

Der Kreis Apenrade (dänisch: Aabenraa landkreds bzw. amt) war von 1867 bis 1920 ein Landkreis in der preußischen Provinz Schleswig-Holstein. Als Teil von Nordschleswig kam sein Gebiet 1920 zu Dänemark.

## Geschichte
Nach dem Deutsch-Dänischen Krieg von 1864 wurde Schleswig – und damit das Amt Apenrade – von Preußen und Österreich besetzt und schließlich 1867 von Preußen annektiert. Der Kreis Apenrade wurde 1867 „aus der Stadt Apenrade; dem Amte Apenrade und den enklavirten adeligen Gütern“ gebildet. 1920 wurde der Kreis aufgelöst und das Gebiet auf Grund der im Friedensvertrag von Versailles vorgesehenen Volksabstimmung in Schleswig an Dänemark abgetreten  und in das Amt Apenrade umgewandelt.
Seit 1901 betrieb der Kreis eine schmalspurige Eisenbahn, die Apenrader Kreisbahn.

## Einwohnerentwicklung
| Jahr | Einwohner |
| ---- | --------- |
| 1890 | 27.332    |
| 1900 | 29.324    |
| 1910 | 32.416    |

## Landräte
- 1868–1889 Werner von Levetzau
- 1890–1895 Joachim von Bonin
- 1895–1913 Rafael von Uslar
- 1913–1920 Hans Simon

## Amtsbezirke und Gemeinden
1889 wurden die bis dahin noch bestehenden Hardesvogteien aufgelöst und durch Amtsbezirke ersetzt. Damit bestand der Kreis aus der Kreisstadt Apenrade und der Landgemeinde Kolstrup, die zum Ortspolizeibezirk der Stadt Apenrade gehörte, sowie aus 82 Landgemeinden und vier Gutsbezirken (plus  einem Teil des sonst zum Kreis Flensburg gehörenden Gutsbezirks Glücksburg), die sich wie folgt auf die zwölf Amtsbezirke verteilten:
| Amtsbezirk Bjolderup - Alsleben - Arsleben - Bjolderup - Bollersleben - Gaaskjer - Jolderup - Jordkirch - Kassoe - Mellerup - Nübel - Ravit - Schmedagger - Soederup - Süderenleben - Todsbüll - Wollerup Amtsbezirk Enstedt - Lautrup - Röllum - Stübbek - Süderhostrup - Uk - Teile des Forstgutsbezirks Apenrade | Amtsbezirk Feldstedt - Baurup - Feldstedt - Feldstedtholz - Schobüllgaard - Schweirup - Tombüll - Trasbüll - Warnitz - Gutsbezirk Grüngrift (Grøngrøft) Amtsbezirk Gravenstein - Atzbüll - Gravenstein - Laygaardholz - Gutsbezirk Gravenstein (Gråsten) Amtsbezirk Hellewatt - Arendorf - Bedstedt - Hellewatt - Hinderup - Hönkys - Horsbük - Hüdewatt - Klautoft - Moorbek - Norderhostrup - Oebening - Oersleff - Osterterp - Schweilund | Amtsbezirk Holebüll - Gehlau - Hockerup - Holebüll - Kielstrupholz - Ostergeil - Wilsbek - Teile des Forstgutsbezirks Glücksburg Amtsbezirk Klipleff - Behrendorf - Klipleff - Lundtoft - Perebüll - Seegaard - Teile des Forstgutsbezirks Apenrade Amtsbezirk Laygaard - Gutsbezirk Laygaard Amtsbezirk Loit - Barsmark - Barsoe - Bodum - Hökeberg (Høgebjerg) - Loitkirkeby - Norby - Schauby - Stollig | Amtsbezirk Osterlügum - Andholm - Gjenner - Haberslund - Norderjarup - Osterlügum - Rauberg - Teile des Forstgutsbezirks Apenrade Amtsbezirk Ries - Brunde - Lunderup - Norderenleben - Miöls - Ries - Riesjarup - Soes - Teile des Forstgutsbezirks Apenrade Amtsbezirk Rinkenis - Beken - Quars - Rinkenis - Törsbüll |